# Rheomys mexicanus
Rheomys mexicanus és una espècie de mamífer rosegador de la família dels cricètids. És endèmic d'Oaxaca. El seu hàbitat natural són els rierols que transcorren pels boscos tropicals. Es tracta d'un animal semiaquàtic. Està amenaçat per la desforestació i la contaminació de l'aigua. El seu nom específic, mexicanus, significa ‘mexicà’ en llatí.